# Alessia Margotti
Pas d'image ? Cliquez ici

a Compétitions nationales et continentales officielles uniquement.

b Matchs officiels uniquement.
Dernière mise à jour le 9 mars 2023.
Alessia Margotti, née le 28 février 2000, est une joueuse internationale italienne de rugby à XV évoluant aux postes de troisième ligne centre ou deuxième ligne.

## Biographie
Alessia Margotti naît le 28 février 2000. En 2023, elle joue pour le club des Valsugana Padoue. Elle n'a qu'une seule sélection en équipe d'Italie quand elle est retenue pour disputer sous les couleurs de son pays le Tournoi des Six Nations.